# Північна Македонія на пісенному конкурсі Євробачення
Північна Македонія дебютувала на пісенному конкурсі «Євробачення» у 1998 році. Дебют міг відбутися у 1996 році, але тоді македонська пісня не пройшла додатковий відбір. Найкращим результатом країни на конкурсі вважається 7-е місце, яке здобула Тамара Тодевська у 2019 році.

## Історія участі
Дебют Північної Македонії на пісенному конкурсі Євробачення міг відбутися у 1996 році, однак представниця країни Каліопі з піснею «Само ти» не змогла пройти кваліфікацію через попередній відбірковий раунд. Країна дебютувала у 1998 році з піснею Владо Яневського «Не зори, зоро». Співак зайняв лише 19-е місце.
На конкурсі 2006 року в Афінах, Македонію представляла Єлена Рістеська з піснею «Нінанајна» і посіла 12-е місце. Цей результат вважався найкращим для країни до 2019 року. Північна Македонія єдина країна, яка пройшла кваліфікацію з кожного півфіналу з 2004 по 2007 рік (інші країни пройшли кваліфікацію до кожного фіналу, але через те, що минулого року вони потрапили в топ-10, їм не потрібно було брати участь у півфіналі). У 2008 році, Тамара, Врчак і Адріан посіли 10-е місце у другому півфіналі за глядацьким голосуванням, однак завдяки голосуванню журі, у фіналі виступила Швеція замість Македонії.
Телерадіокомпанія MRT періодично використовувала музичний фестиваль Skopje Fest для вибору заявки з моменту дебюту країни.
У 2019 році країна вперше виступала на Євробаченні під назвою Північна Македонія.  Раніше назва країни була «Колишня Югославська Республіка Македонія» (англ. Former Yugoslav Republic of Macedonia). У титрах, у статистиці, у документах конкурсу було прийнято написання F.Y.R. Macedonia. На конкурсі у Тель-Авіві, Тамара Тодевська зайняла 7-е місце з піснею «Proud» та отримала 305 балів, тим самим, здобувши найкращий результат країни на конкурсі.
У 2020 році, MRT обрав Василя Гарванлієва представником Македонії на конкурсі у Роттердамі, який пізніше відмінили через пандемію COVID-19. Співак виступив на Євробаченні 2021 з піснею «Here I Stand», однак до фіналу не пройшов.
Останньою, хто представляла країну на конкурсі стала Андреа з піснею «Circles» у 2022 році, однак їй не вдалося кваліфікуватися до фіналу та посіла 11-е місце.
Північна Македонія відмовилася від участі у Євробаченні 2023 через фінансові обмеження, проте MRT транслював конкурс та повідомив про повернення у 2024 році. Однак пізніше стало відомо, що країна не братиме участь другий рік поспіль, посилаючись на зосередженні святкування 80-річчя та 60-річчя національного радіо та телебачення відповідно.

## Учасники Євробачення від Північної Македонії
Умовні позначення
     Переможець
     Друге місце
     Третє місце
     Четверте місце
     П'яте місце
     Останнє місце
     Автоматичний фіналіст
     Не пройшла до фіналу
     Участь скасовано
     Не брала участі
| Рік                               | Місце проведення | Виконавець              | Мова                    | Пісня                 | Фінал                             | Фінал                             | Півфінал                          | Півфінал                          |
| Рік                               | Місце проведення | Виконавець              | Мова                    | Пісня                 | Місце                             | Бали                              | Місце                             | Бали                              |
| --------------------------------- | ---------------- | ----------------------- | ----------------------- | --------------------- | --------------------------------- | --------------------------------- | --------------------------------- | --------------------------------- |
| 1996                              | Осло             | Каліопі                 | Македонська             | «Само ти»             | Не вдалося кваліфікуватися        | Не вдалося кваліфікуватися        | 26-е                              | 14                                |
| 1998                              | Бірмінгем        | Владо Яневський         | Македонська             | «Не зори, зоро»       | 19-е                              | 16                                | Без півфіналів                    | Без півфіналів                    |
| 2000                              | Стокгольм        | XXL                     | Македонська, англійська | «100% те љубам»       | 15-е                              | 29                                | Без півфіналів                    | Без півфіналів                    |
| 2002                              | Таллінн          | Кароліна Гочева         | Македонська             | «Од нас зависи»       | 19-е                              | 25                                | Без півфіналів                    | Без півфіналів                    |
| 2004                              | Стамбул          | Тоше Проеський          | Англійська              | «Life»                | 14-е                              | 47                                | 10-е                              | 71                                |
| 2005                              | Київ             | Мартін Вучич            | Англійська              | «Make My Day»         | 17-е                              | 52                                | 9-е                               | 97                                |
| 2006                              | Атени            | Єлена Рістеська         | Македонська, англійська | «Нинанајна»           | 12-е                              | 56                                | 10-е                              | 76                                |
| 2007                              | Гельсінки        | Кароліна Гочева         | Македонська, англійська | «Мојот свет»          | 14-е                              | 73                                | 9-е                               | 97                                |
| 2008                              | Белград          | Тамара, Врчак та Адріан | Англійська              | «Let Me Love You»     | Не вдалося кваліфікуватися        | Не вдалося кваліфікуватися        | 10-е                              | 64                                |
| 2009                              | Москва           | Next Time               | Македонська             | «Нешто што ќе остане» | Не вдалося кваліфікуватися        | Не вдалося кваліфікуватися        | 10-е                              | 45                                |
| 2010                              | Осло             | Гоко Танеський          | Македонська             | «Јас ја имам силата»  | Не вдалося кваліфікуватися        | Не вдалося кваліфікуватися        | 15-е                              | 37                                |
| 2011                              | Дюссельдорф      | Влатко Ілієвський       | Македонська, англійська | «Русинка»             | Не вдалося кваліфікуватися        | Не вдалося кваліфікуватися        | 16-е                              | 36                                |
| 2012                              | Баку             | Каліопі                 | Македонська             | «Црно и бело»         | 13-е                              | 71                                | 9-е                               | 53                                |
| 2013                              | Мальме           | Есма та Лозано          | Македонська, циганська  | «Пред да се раздени»  | Не вдалося кваліфікуватися        | Не вдалося кваліфікуватися        | 16-е                              | 28                                |
| 2014                              | Копенгаген       | Тіяна Дапчевич          | Англійська              | «To the Sky»          | Не вдалося кваліфікуватися        | Не вдалося кваліфікуватися        | 13-е                              | 33                                |
| 2015                              | Відень           | Даніель Каймакоський    | Англійська              | «Autumn Leaves»       | Не вдалося кваліфікуватися        | Не вдалося кваліфікуватися        | 15-е                              | 28                                |
| 2016                              | Стокгольм        | Каліопі                 | Македонська             | «Дона»                | Не вдалося кваліфікуватися        | Не вдалося кваліфікуватися        | 11-е                              | 88                                |
| 2017                              | Київ             | Яна Бурчеська           | Англійська              | «Dance Alone»         | Не вдалося кваліфікуватися        | Не вдалося кваліфікуватися        | 15-е                              | 69                                |
| 2018                              | Лісабон          | Eye Cue                 | Англійська              | «Lost and Found»      | Не вдалося кваліфікуватися        | Не вдалося кваліфікуватися        | 18-е                              | 24                                |
| 2019                              | Тель-Авів        | Тамара Тодевська        | Англійська              | «Proud»               | 7-е                               | 295                               | 2-е                               | 239                               |
| 2020                              | Роттердам        | Василь Гарванлієв       | Англійська              | «You»                 | Конкурс скасований через COVID-19 | Конкурс скасований через COVID-19 | Конкурс скасований через COVID-19 | Конкурс скасований через COVID-19 |
| 2021                              | Роттердам        | Василь Гарванлієв       | Англійська              | «Here I Stand»        | Не вдалося кваліфікуватися        | Не вдалося кваліфікуватися        | 15-е                              | 23                                |
| 2022                              | Турин            | Андреа                  | Англійська              | «Circles»             | Не вдалося кваліфікуватися        | Не вдалося кваліфікуватися        | 11-е                              | 76                                |
| Не брала участь у 2023-2024 роках |                  |                         |                         |                       |                                   |                                   |                                   |                                   |

## Галерея

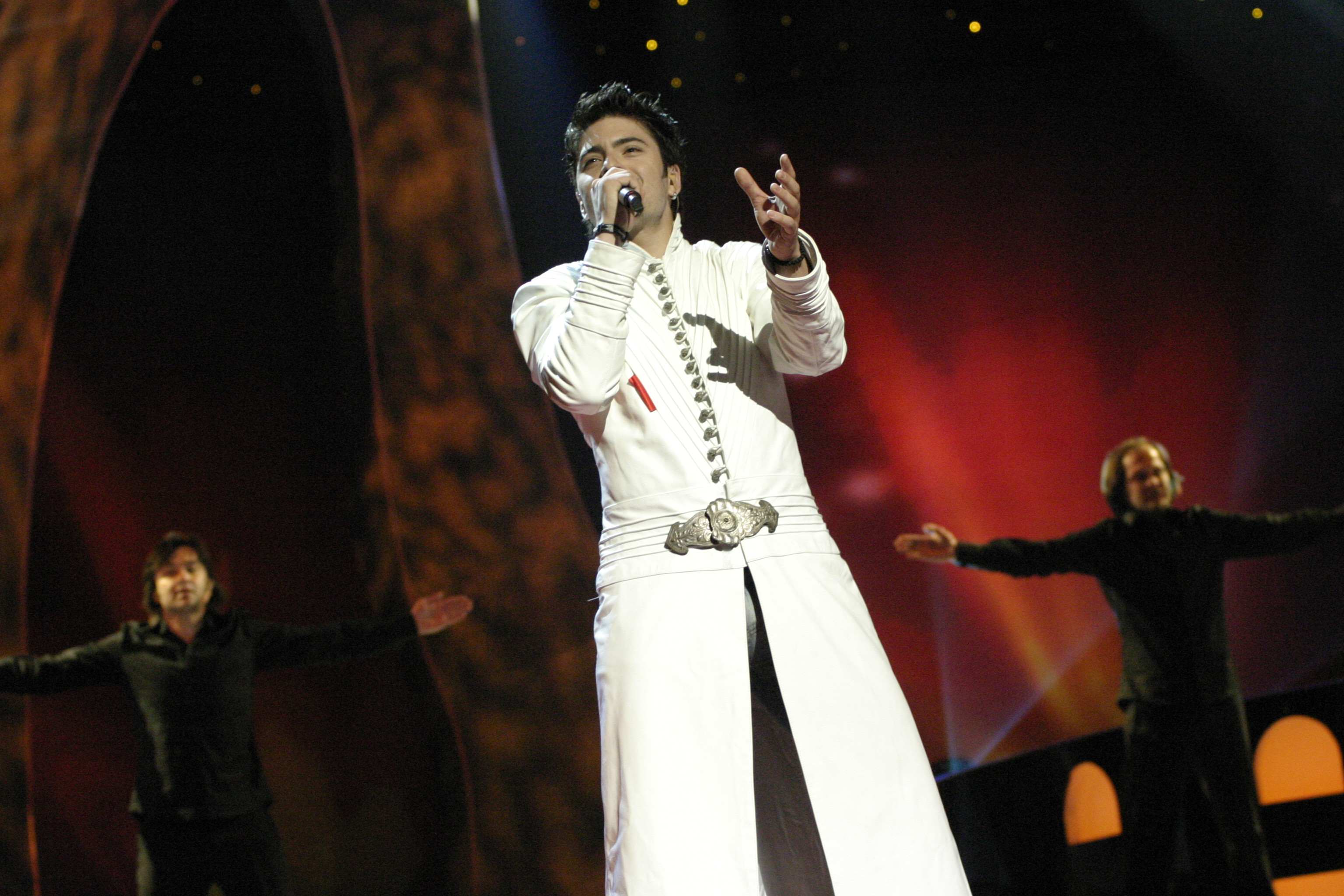
Тоше Проеський у Стамбулі (2004)
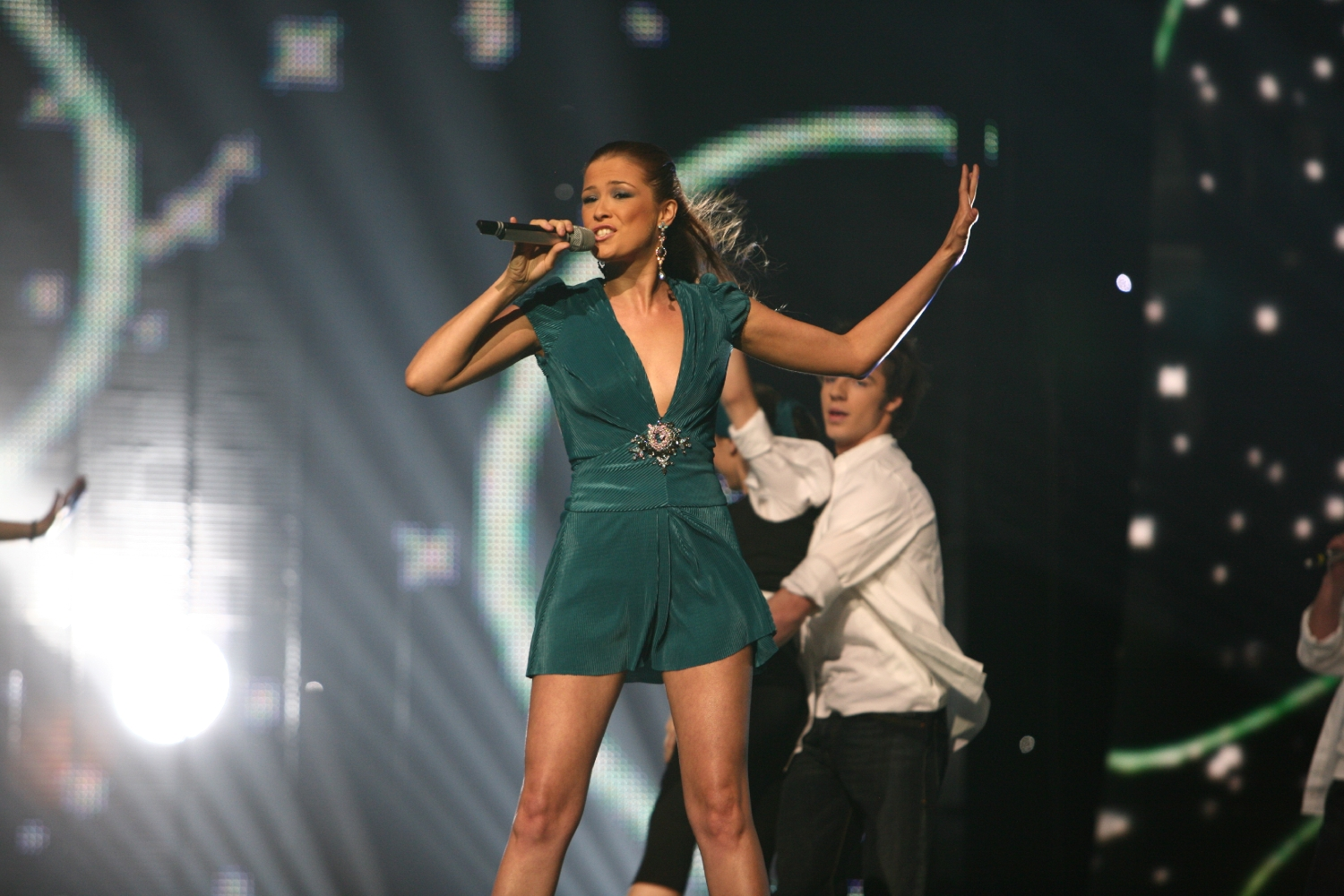
Кароліна Гочева у Гельсінкі (2007)
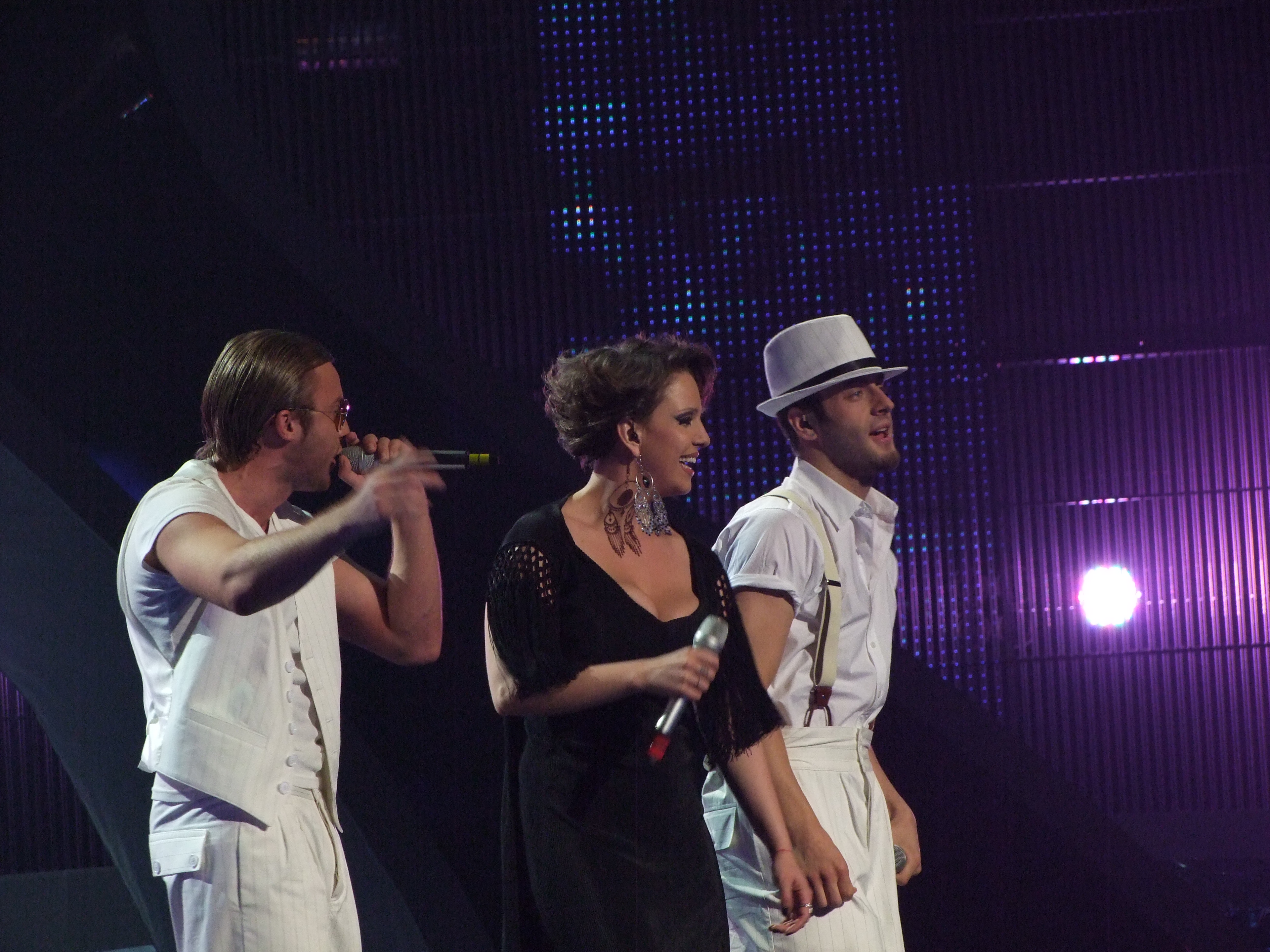
Тамара, Врчак і Адріан у Белграді (2008)
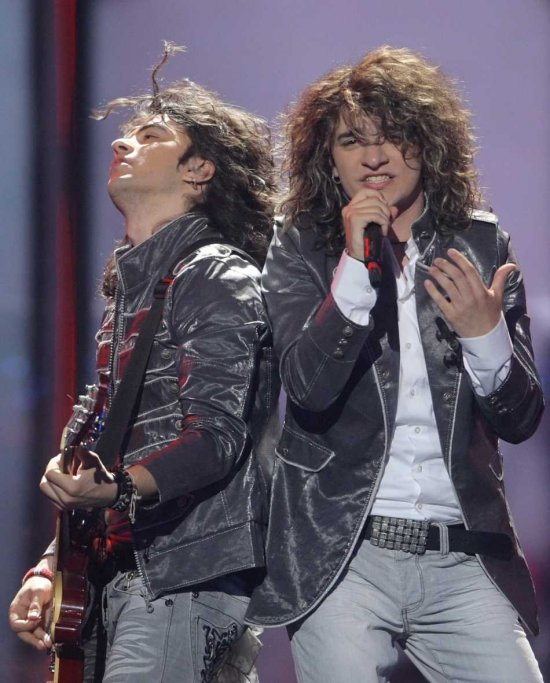
Next Time у Москві (2009)
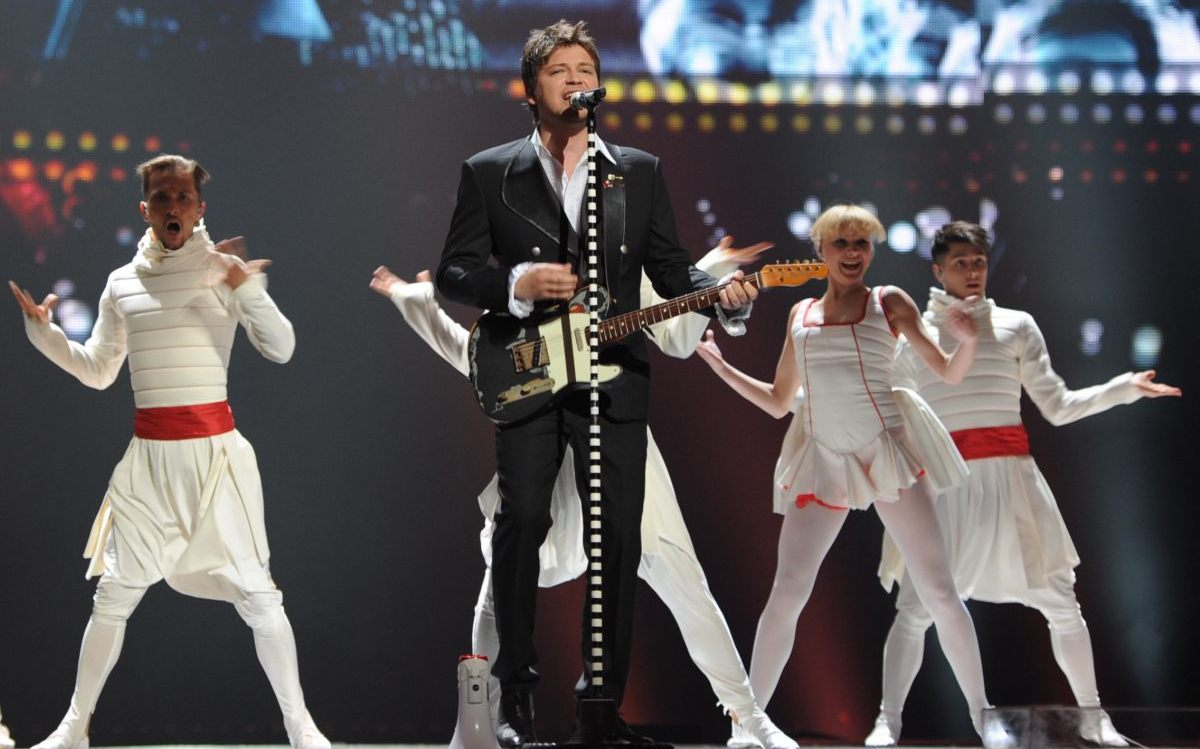
Влатко Ілієвський у Дюссельдорфі (2011)
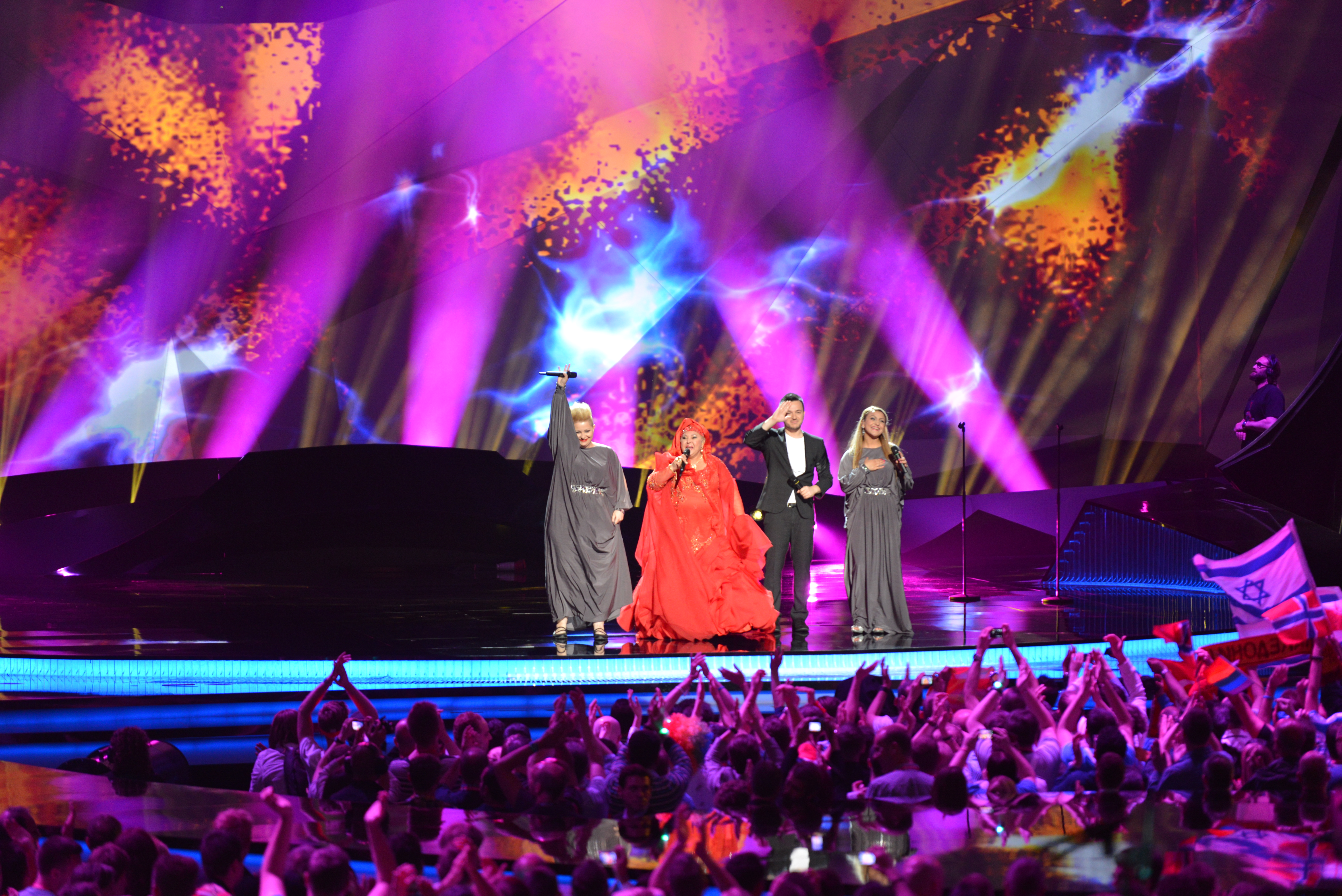
Есма та Лозано в Мальме (2013)
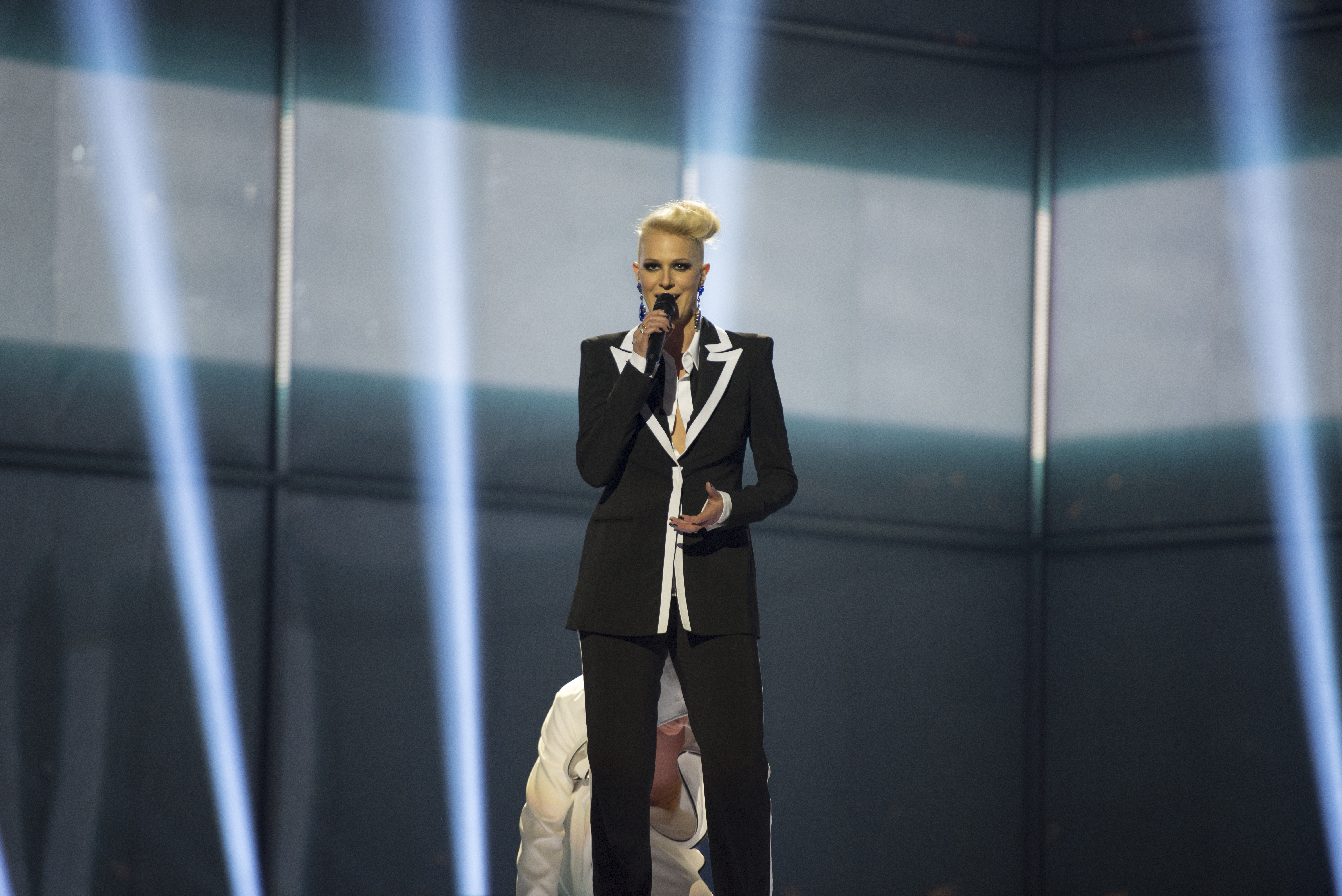
Тіяна Дапчевич у Копенгагені (2014)
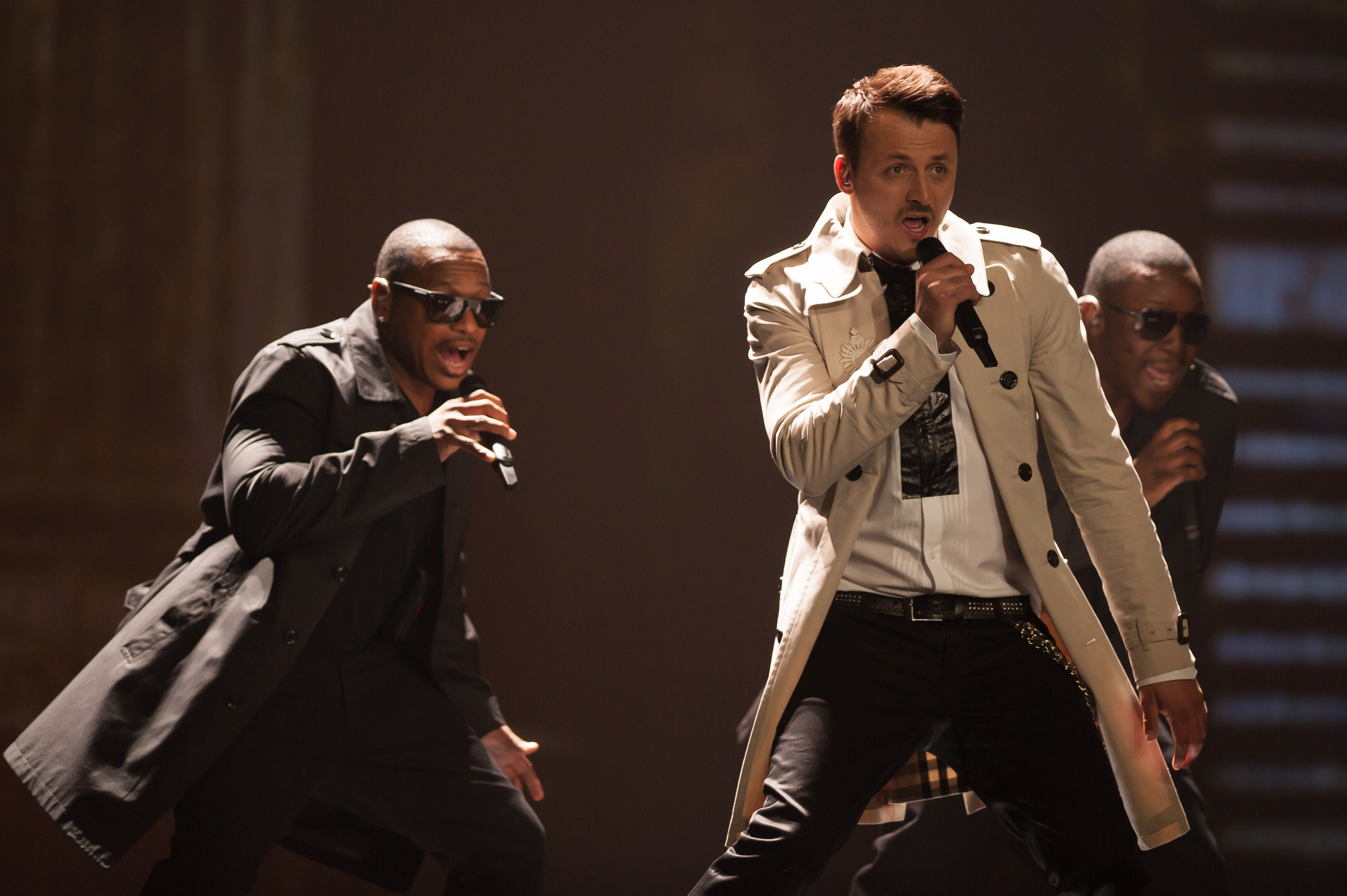
Даніель Каймакоський у Відні (2015)
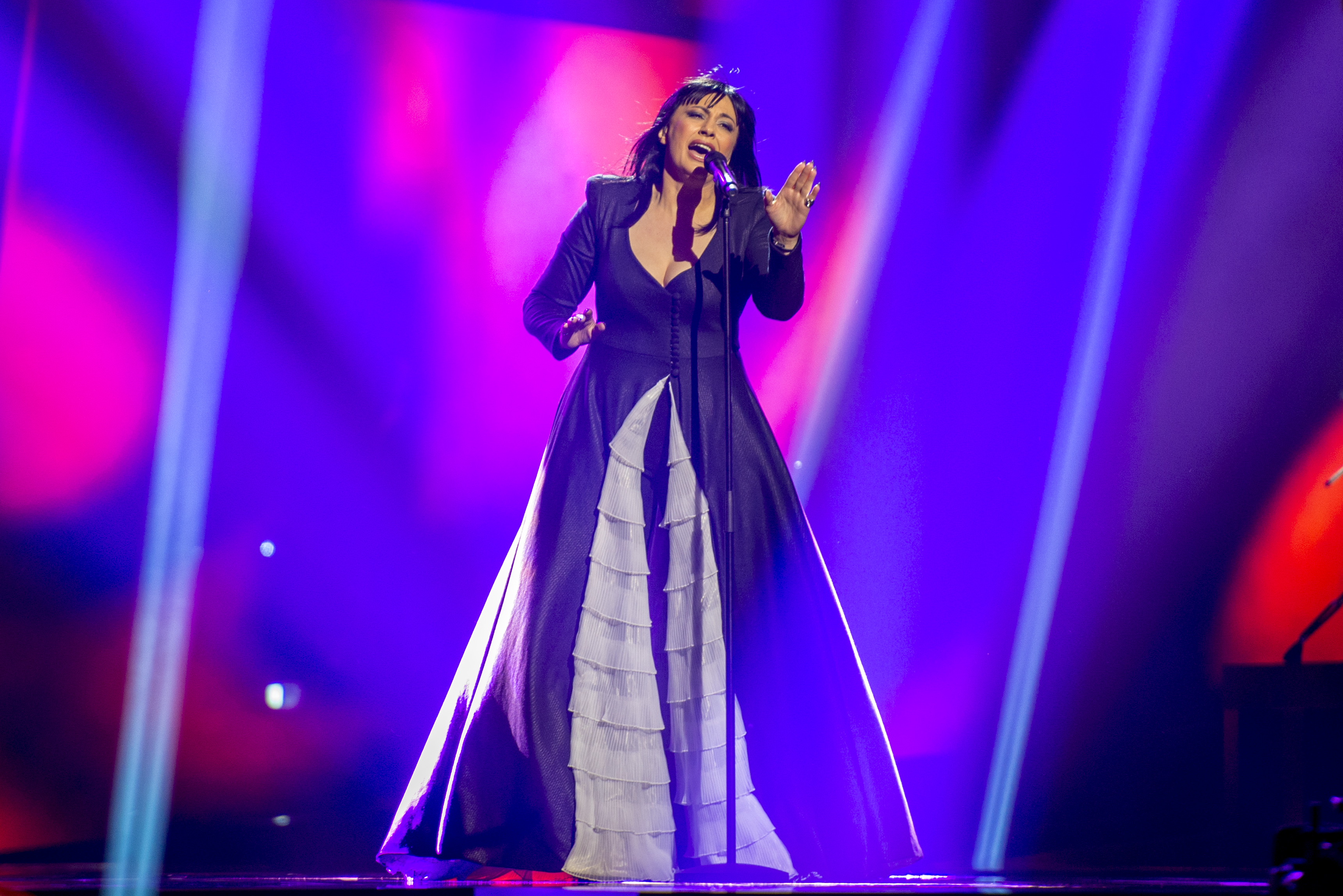
Каліопі у Стокгольмі (2016)
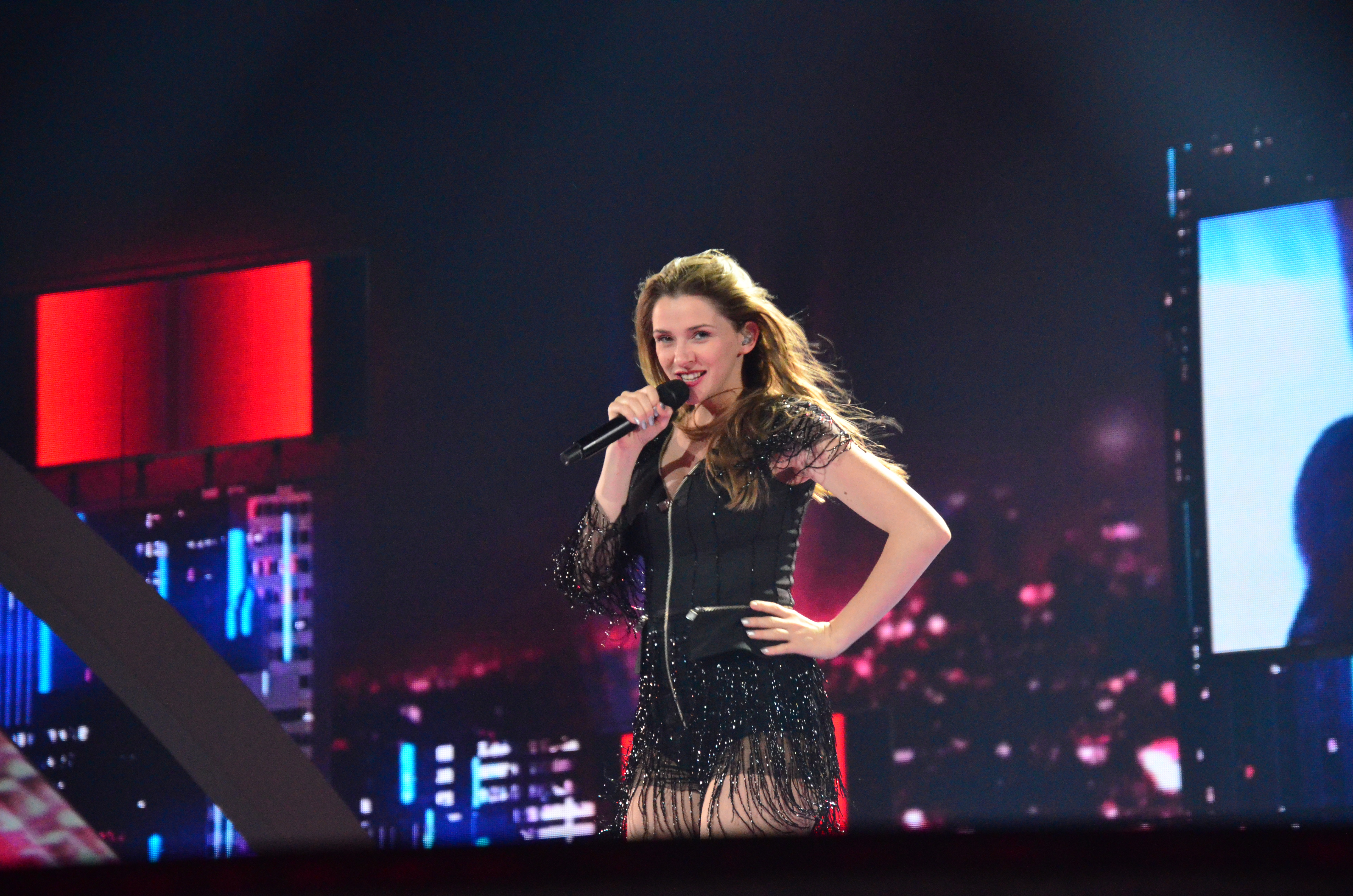
Яна Бурчеська у Києві (2017)
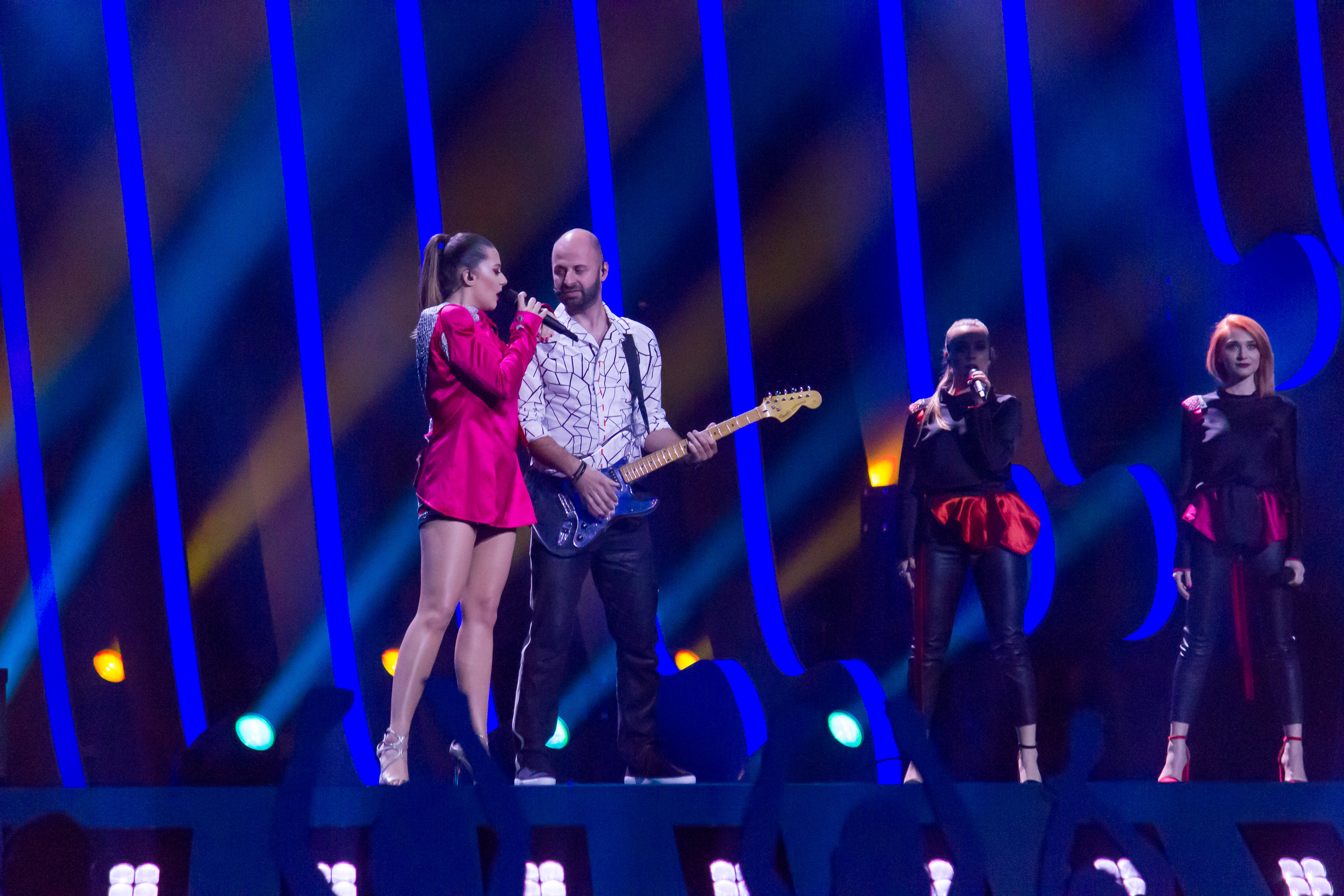
Eye Cue у Лісабоні (2018)
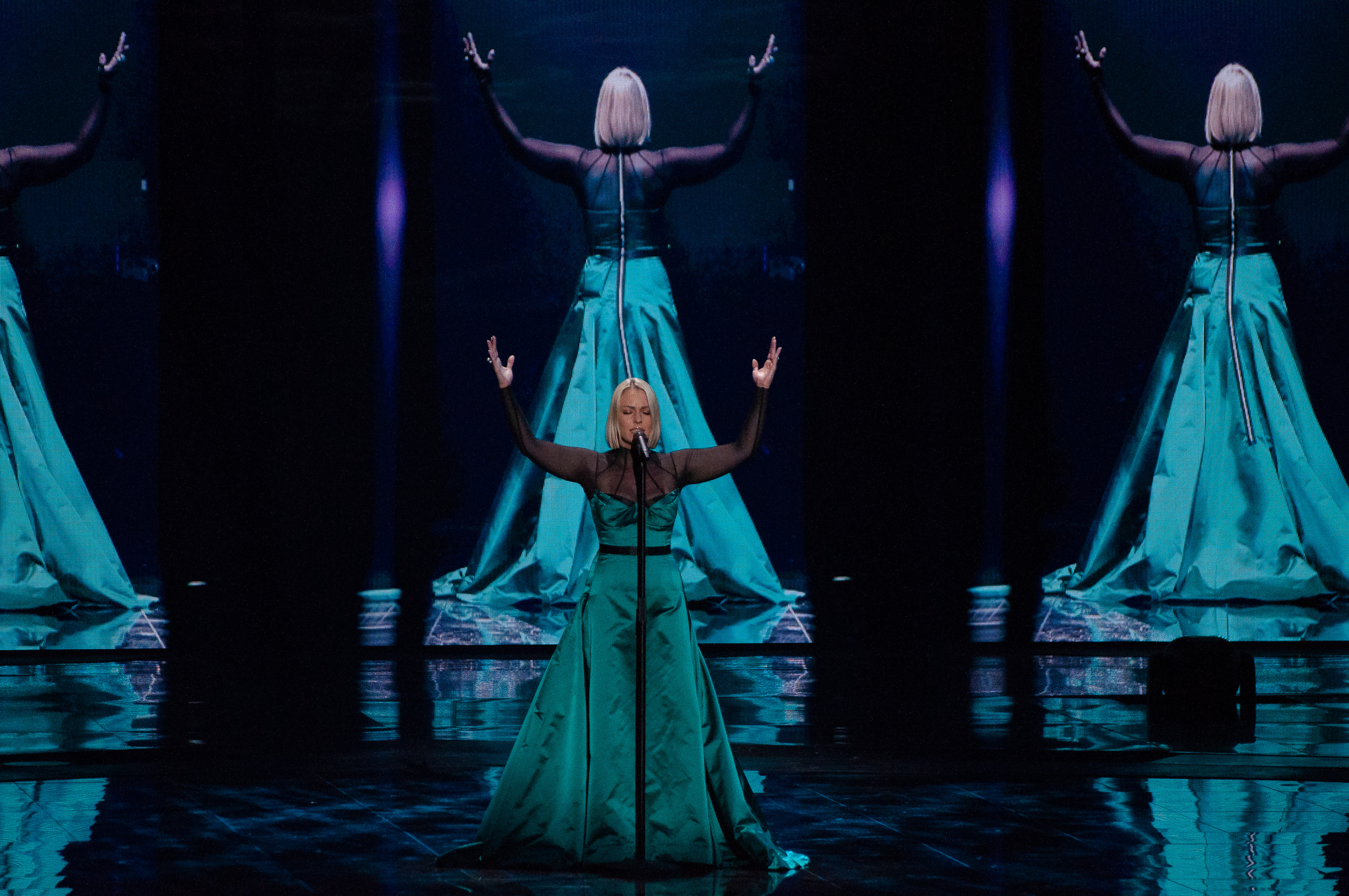
Тамара Тодевська у Тель-Авіві (2019)
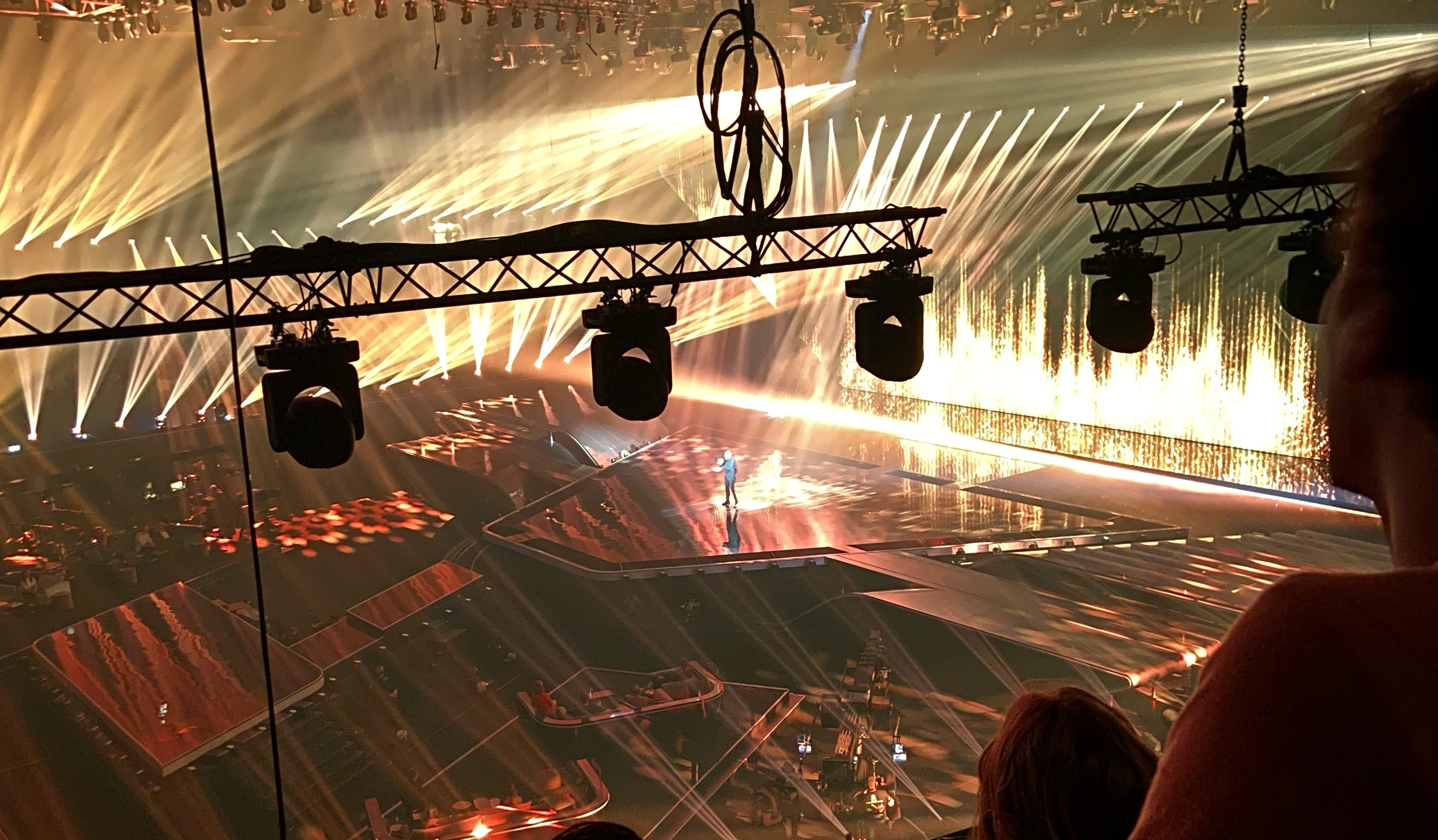
Василь Гарванлієв у Роттердамі (2021)
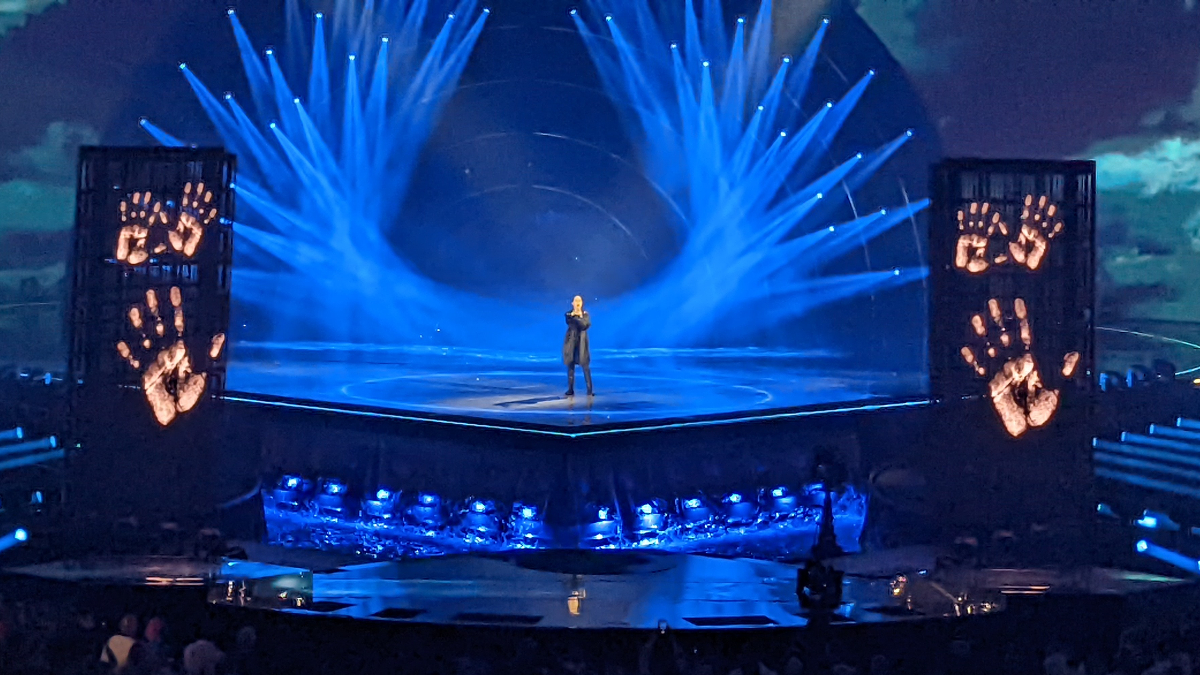
Андреа у Турині (2022)

## Нагороди
Премія Барбари Декс
| Рік  | Країна             | Виконавець   | Пісня            | Місце           | Місто проведення |
| ---- | ------------------ | ------------ | ---------------- | --------------- | ---------------- |
| 2005 | Північна Македонія | Мартін Вучич | «Make My Day»    | 17-е            | Київ             |
| 2018 | Північна Македонія | Eye Cue      | «Lost and Found» | 18-е (півфінал) | Лісабон          |

## Статистика голосувань (1998–2022)
| № | Дано      | Дано | Отримано             | Отримано |
| № | Країни    | Бали | Країни               | Бали     |
| - | --------- | ---- | -------------------- | -------- |
| 1 | Сербія    | 150  | Хорватія             | 74       |
| 2 | Албанія   | 127  | Словенія             | 51       |
| 3 | Італія    | 86   | Албанія              | 48       |
| 4 | Туреччина | 79   | Сербія               | 46       |
| 5 | Хорватія  | 77   | Боснія і Герцеговина | 43       |